# HC La Villa
Der HC La Villa war ein Schweizer Eishockey-Club aus Ouchy, einem Stadtteil von Lausanne, im Kanton Waadt. Er wurde im Jahr 1905 gegründet, gewann 1910 den Schweizer Meistertitel und wurde etwa 1922 aufgelöst.

## Geschichte

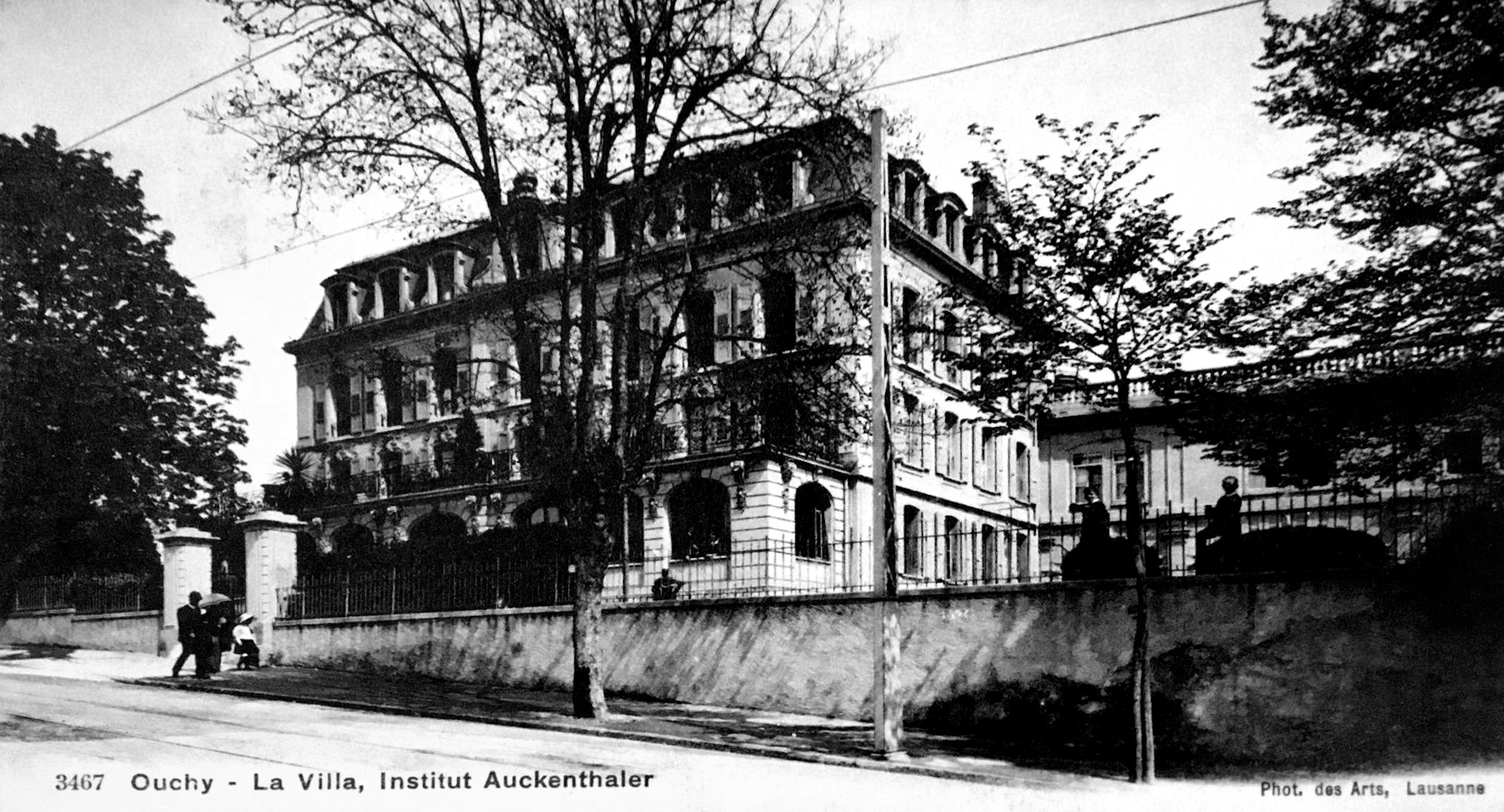
Das Institut Auckenthaler (1924)

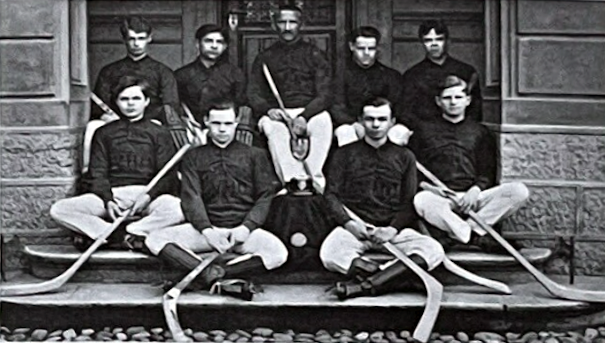
Der Meisterkader des HC La Villa 1910

Max Auckenthaler betrieb in Ouchy eine Knabenschule mit Internat, das «Institut pour jeunes gens La Villa», welches er von seinem Grossvater übernommen hatte. Auckenthaler war ein Sportenthusiast, der viele neue Sportarten aus England in die Schweiz mitbrachte. 1895 gründete er den Fussballclub FC La Villa Ouchy, der Gründungsmitglied des Schweizerischen Fussballverbandes war.
Zehn Jahre später gründete er den Eishockeyclub HC La Villa. Gemeinsam mit anderen, nahezu zeitgleich gegründeten Vereinen entstand die Eishockey-Liga der Romandie, die «Ligue de hockey sur glace de la Suisse romande». 1908 wurde Max Sillig erster Präsident des Schweizer Eishockeyverbands, der in Vevey von den ausschliesslich aus der Romandie stammenden Eishockeyclubs HC Les Avants, HC Bellerive Vevey, HC Caux, CP Lausanne, SC Leysin, Servette HC, HC La Villa und Villars HC gegründet wurde.
Der HC La Villa gewann in der Saison 1909/10 die Schweizer Eishockeymeisterschaft sowie 1913 den Meistertitel der Serie B.
Bekannte Spieler des Clubs waren u. a. Max Auckenthalers Sohn Fred und Ernest Jacquet.